# Pallenoides opuntia
Pallenoides opuntia là một loài nhện biển trong họ Callipallenidae. Loài này thuộc chi Pallenoides. Pallenoides opuntia được miêu tả khoa học năm 1965 bởi Stock.